# Nuclèol

Nuclèol

El nuclèol és un orgànul del nucli cel·lular que té com a principal funció la síntesi de l'ARN. El nuclèol es troba en tots els nuclis de les cèl·lules eucariotes que tenen un veritable nucli, a excepció d'alguns espermatozous i els nuclis de segmentació dels amfibis.
El nuclèol és un component imprescindible de la cèl·lula. Presenta unes característiques especials, ja que no procedeixen d'altres nuclèols preexistents i que s'hagin format a partir d'aquests per divisió. Són densos, no estan envoltats per membrana i apareixen i desapareixen durant la divisió cel·lular.
En la metafase i anafase es pot observar que les cèl·lules no tenen nuclèol. En la telofase apareixen de nou i en la interfase és quan ja són visibles. En el nuclèol es distingeixen dues parts:
1. Zona central, de tipus fibril·lar, constituïda per filaments de cromatina, i es correspon amb l'organitzador nucleolar.
2. Zona externa, granulosa, constituïda per grànuls de ribonucleoproteïnes, que són semblants als ribosomes.

En la cèl·lula, hi ha unes estructures permanents de naturalesa nuclear que són els cariosomes o cossos centrals. En la metafase es divideixen en dos. Se sospita que puguin ser nuclèols permanents, i es troben en algues, protozous i certs fongs. Si acceptem que aquests organismes són poc evolucionats, podria arribar-se a la conclusió que la desaparició i reorganització dels nuclèols són característiques adquirides pels organismes superiors en períodes evolutius recents.
Mitjançant estudis amb el microscopi electrònic, s'ha pogut comprovar que en els nuclèols hi ha conductes i vacúols. Un altre component n'és el nucleonema, i també es poden observar una o més zones formades per petits grànuls densos. Aquestes zones no presenten conductes i constitueixen una zona amorfa.